# Arnold Leopold Hendrik Ising

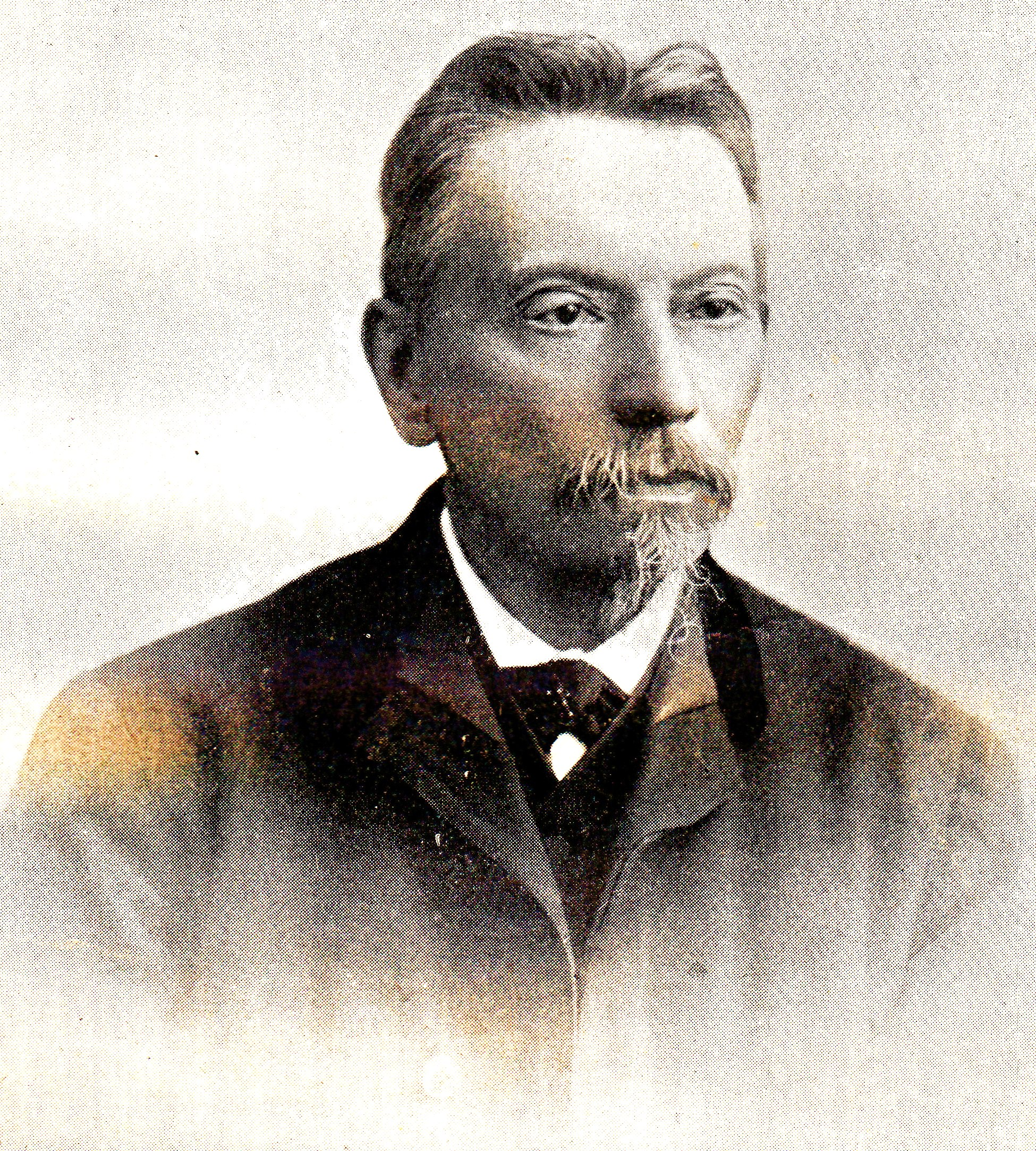
Arnold Leopold Hendrik Ising

Arnold Leopold Hendrik Ising (Den Haag, 24 september 1824 – aldaar, 14 oktober 1898) was een Nederlands schrijver en literatuurcriticus.

## Leven en werk
Ising was de zoon van een ambtenaar bij het ministerie van oorlog. Hij werkte aanvankelijk als stenograaf bij de Staten-Generaal. Daarnaast schreef hij letterkundige- en geschiedkundige artikelen. Van 1860 tot 1898 was hij een toonaangevend redacteur bij De Nederlandsche Spectator, in welke hoedanigheid hij aanzienlijk invloed uitoefende in literaire kringen. Hij was voorzitter van het Haagse letterkundig genootschap "Oefening kweekt kennis".
Als schrijver begon Ising in de jaren 1850 met korte toneelwerken. Later schreef hij vooral historische novellen, in de typische, enigszins hoogdravende stijl van de romantiek, verzameld in onder andere Nederlandse novellen (1868), Verhalen en schetsen (1870) en Haagse schetsen (1877-1888). Daarnaast schreef hij strikt geschiedkundige werken, waarvan Het Binnenhof te 's Gravenhage (1879-1884) als zijn magnum opus te boek staat. Zijn oeuvre geldt thans als schier vergeten.
Isings zoon Arnold junior was een vooraanstaand toneelspeler en verkeerde in de kringen der Tachtigers. Ising senior overleed in 1898 op 74-jarige leeftijd.